# Koncentracijska taborišča pred drugo svetovno vojno
Prvič je ameriška vojska leta 1838 v taborišče prisilno zaprla Indijance. Ukrep je ukazal takratnji predsednik Andrew Jackson, da bi uveljavil t. i. »Indian Removal Act«.
Tudi kasnejše ameriške rezervate za Indijance lahko prištevamo k taboriščem. Ljudje so bili tam namreč pridržani iz rasističnih razlogov pod nehumanimi ževljenskimi pogoji. Onemogočena jim je bila eksistenca, moški, ženske in otroci pa so trpeli pomanjkanje hrane. Poskusi pobega ali upora so bili kaznovani s smrtjo. Zgodovina pojma koncentracijskih taborišč sega že v čas kubanskega boja za neodvisnost od Španije v letih 1868−1898, ko je sprva španski general Valmaseda in kasneje general Valeriano Weyler y Nicolau ukazal zapreti vse upornike v koncentracijska taborišča, t. i. »compos de reconcentración«.
Pojem koncentracijskih taborišč je kasneje uveljavila še britanska vojska v burskih vojnah v letih 1899−1902. Burske ženske in otroke, kot tudi Afričane, ki so živeli na tem območju, so izselili v taborišča v Južni Afriki. Čeprav to niso bila uničevalna taborišča, so zaporniki trpeli zaradi podhranjenosti, slabih higienskih razmer in posledično visoke smrtnosti. V teh taboriščih je umrlo približno 26000 žensk in otrok. Razmere so se umirile šele, ko je Emily Hobhouse razkrila razmere v južnoafriških taboriščih. Tudi nemške kolonialne enote so v takratni nemško-južnozahodnoafriški koloniji izvajale genocid nad ljudstvi Herero in Nama. Po podatkih nemške vojaške uprave je med oktobrom 1904 in marcem 1907 tam skupno umrlo 7682 ljudi.
Prvo taborišče, ki je bilo označeno z dejanskim nazivom »koncentracijsko taborišče«, je bilo v Nemčiji leta 1920. Tam so bili zaprti predvsem Judi iz Vzhodne Evrope, pa tudi Sinti in Romi. Zaradi protestov proti nečloveškim življenjskim pogojem je bilo taborišče leta 1923 razpuščeno.